# USS Alcalda (SP-630)
USS Alcalda (SP-630) – amerykański jacht zbudowany w 1910 w Port Jefferson i będący w służbie US Navy w czasie I wojny światowej.
Zbudowany w Port Jefferson na Long Island w stoczni I. M. Bayles & Sons. Nabyty przez US Navy na zasadzie darmowego wypożyczenia od Farleya Hopkinsa 12 maja 1917 wszedł oficjalnie do służby dzień przed zakończeniem transakcji. Jednostka patrolowała wody 2 Dystryktu Morskiego (ang. 2nd Naval District) tropiąc niemieckie U-booty i miny morskie.
"Alcalda" wrócił do właściciela 11 stycznia 1919, a jego nazwa została skreślona z listy jednostek floty tego samego dnia.